# Macrotus californicus
O Macrotus californicus é uma espécie de morcego da família Phyllostomidae. Ocorre no México e nos Estados Unidos. Seu habitat natural são os desertos quentes. Está ameaçado pela perda de habitat. 

## Habitat
Podem ser encontrados em  vegetações rasteiras do deserto de Sonora e Mojave, no vale do rio Colorado, no sul da Califórnia, em Nevada e no Arizona, e em todo o oeste do México. Não é migratório e não hiberna.

## Descrição física

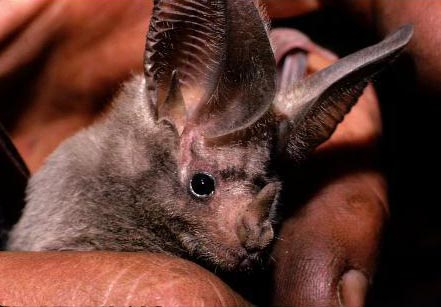
Espécime na Califórnia

Sua massa está entre 12 e 20 gramas, tem envergadura de asas de mais de 30 centímetros e comprimento do corpo de mais de 6 centímetros. Como o próprio nome indica, tem um crescimento carnudo triangular de pele, denominado folha do nariz. Este morcego é o único  da família Phyllostomidae nos Estados Unidos a ter orelhas grandes, geralmente com mais de 2,5 centímetros. É também um dos mais manobráveis em vôo. M. californicus  aparenta espalhar seu uropatagium apenas quando está pairando ou executando outras manobras que requerem uma partida de vôo nivelado direto, mas sua extrema manobrabilidade é potencialmente devido às especializações de seus órgão sensoriais. Com asas curtas e largas, pode voar em baixas velocidades usando o mínimo de energia. Devido a esta adaptação, não é adequado para viagens de longa distância e não é migratório. 
Este morcego tem um padrão reprodutivo incomum. Após a reprodução, os embriões se desenvolvem muito lentamente até março, quando o crescimento continua em uma taxa normal antes do nascimento em maio ou junho. Gêmeos são comuns.
No Macrotus, a posição dos membros posteriores durante o vôo nivelado difere ainda mais da forma da maioria dos outros mamíferos. Os membros posteriores são mantidos atrás do morcego em uma postura semelhante a uma perna de aranha, com o fêmur estendendo-se dorsal e caudalmente  com a perna parcialmente fletida e estendendo-se caudalmente  para baixo. 
O número de vértebras pós-cervicais em Macrotus são: doze torácicas, seis lombares, cinco sacrais, sete caudais.

## Impacto humano
Os morcegos são suscetíveis a interferências humanas, que podem ser especialmente prejudiciais para a espécie durante os meses de verão, durante a criação de seus filhotes. A perturbação humana nas cavernas onde se alojam é uma grande ameaça. Além disso, como costumeiramente se empoleiram em minas abandonadas, as práticas de recuperação e o retrabalho de minas antigas podem impactar gravemente as populações. Como os morcegos não hibernam ou migram, os poços de minas relativamente quentes são essenciais para sua sobrevivência nas porções ao norte de sua distribuição.

## Hábitos de empoleirar-se
Na área de estudo, Macrotus pernoita durante o dia exclusivamente em cavernas, túneis de minas desertas e grutas profundas.  Estão geralmente a 30 a 80 pés da entrada do túnel e aparentemente não exigem retiros escuros. Em inúmeras ocasiões, empoleiram-se em túneis com menos de 6 metros de profundidade iluminados. Para se tornar adequado, o local onde Macrotus habita necessita ser semi-fechado e conter proteção superior contra as intempéries.  As cavernas são geralmente grandes o suficiente para fornecer uma superfície considerável no teto e espaço para voar e, portanto, um espaço adequado permite que o animal encontre um lugar para se empoleirar enquanto voa. Macrotus prefere se pendurar em partes inclinadas do teto e agarrar ativamente a rocha com facilidade devido à irregularidade da superfície.  O morcego parece descansar a maior parte do tempo enquanto se pendura na rocha com apenas um pé. O pé livre é freqüentemente utilizado para coçar e escovar os pelos. Quando está envolvido em tais atividades, o corpo geralmente balança irregularmente. 

## Vôo
O vôo do Macrotus é notável principalmente por sua extrema manobrabilidade. O morcego voa com bastante rapidez em certas oportunidades, embora o vôo normal de busca de alimentos é lento e flutuante, e quase silencioso. Em vôo nivelado, as asas do Macrotus emitem um som suave de vibração menos agudo dos sons produzidos pela maioria dos outros morcegos  Para pousar, sobrevoa 15 a 20 centímetros abaixo do teto, dando um golpe profundo direcionado para a frente, com os membros posteriores e o uropatagium. Tais movimentos fazem com que o morcego voe para cima em direção ao teto e conforme se aproxima, as asas são puxadas para trás em um movimento ascendente enquanto o morcego rola 180 graus de modo que suas costas fiquem voltadas para baixo e as longas pernas alcancem o teto. Dito de maneira resumida, a manobra de descida consiste em um lançamento para cima no final do qual os pés voam rapidamente em direção ao teto, agarram-no e as asas dão uma batida final para firmar o morcego. Freqüentemente, esses pousos devem exigir um velocidade e distância precisas, já que muitos são feitos no centro do grupo de bem espaçados. O Macrotus tem dois métodos principais de lançamento do vôo, caindo do teto e levantando vôo após um curto mergulho para baixo, e voando diretamente do local de poleiro. O morcego muitas vezes paira, tanto quando forrageando quanto ao voar em seu retiro diurno. Macrotus parece pairar facilmente e é capaz de pairar por vários segundos de cada vez.

## Hábitos de alimentação
É insetívoro, captura presas como grilos, gafanhotos, besouros e mariposas esfinge diretamente do solo ou da folhagem, em vez de voar.  Prefere utilizar seus olhos para detectar a presa. Caça a poucos metros do solo, usando sua visão superior para procurar insetos. Não é de seu costume pousar para fazer a captura, porém paira acima e a puxa para fora do substrato. Em seguida, carrega sua presa para um poleiro aberto, como uma varanda ou prédio, para desmembrá-la e, em seguida, consumi-la.